# Shopping-Center King – Hier gilt mein Gesetz
Shopping-Center King – Hier gilt mein Gesetz (Originaltitel: Observe and Report) ist eine satirische Tragikomödie aus dem Jahr 2009 von Regisseur Jody Hill mit Seth Rogen in der Hauptrolle.

## Handlung
Ein unbekannter Exhibitionist entblößt sich vor Kunden auf dem Parkplatz des Einkaufszentrums Forest Ridge Mall. Ronnie Bernhardt, der Chef der Sicherheitsabteilung, macht den Fall zu seiner persönlichen Mission, wobei er von den Sicherheits-Mitarbeitern Charles und Dennis, sowie von den Yuen-Zwillingen, Unterstützung bekommt.
Einen Tag später wird Ronnies Traumfrau Brandi, die in der Kosmetik-Abteilung des Einkaufszentrums arbeitet, das nächste Opfer des Exhibitionisten, woraufhin Ronnie die verstörte Brandi tröstet, bis der Polizist Harrison eintrifft und die Ermittlungen übernimmt. Ronnie fühlt sich durch die Ankunft des Polizisten bedroht und ist verärgert über die Tatsache, dass sein Boss einem Außenstehenden erlaubt, sich in „seine Ermittlungen“ einzumischen.
Im Einkaufszentrum plündert in der Nacht eine maskierte Person einen Schuhladen und verursacht dabei großen Sachschaden. Ronnie behindert daraufhin die Ermittlungen von Harrison, indem er mehrere Personen, darunter den Ladenbesitzer Saddamn, nur aufgrund ihrer ausländischen Herkunft als Täter bezichtigt. Nachdem sich Harrison während eines Treffens mit dem Chef des Einkaufszentrums erbost über Ronnies Verhalten zeigt und diesen beschimpft, beschließt Ronnie die nötigen Schritte in die Wege zu leiten, um selbst Polizist zu werden.
Als Teil seiner Vorbereitungen beschließt Ronnie, Harrison bei einem Ride-along während seiner Arbeit zu begleiten, woraufhin dieser ihn austrickst und ihn in einem der gefährlichsten Gebiete der Stadt allein zurücklässt. Wider Erwarten kehrt Ronnie siegreich zum Polizeirevier zurück, nachdem er sich gegen mehrere Rauschgifthändler durchgesetzt hatte, und bedankt sich bei Harrison für diese Gelegenheit. Ermutigt über seine Leistung, arrangiert Ronnie eine erste Verabredung mit Brandi. Im Laufe des Abends konsumiert Brandi neben großen Mengen Alkohol auch das Ronnie verschriebene Medikament Clonazepam und muss sich schließlich übergeben. Das Treffen endet damit, dass Ronnie Geschlechtsverkehr mit der fast bewusstlosen Brandi hat.
Schließlich erfährt Ronnie, dass er den psychologischen Test für die Anstellung bei der Polizei entgegen seinen Erwartungen nicht bestanden hat. Als er im Einkaufszentrum wieder seinen ihm zustehenden Gratis-Kaffee bei Nell abholen will, fängt diese zu weinen an, da sie vom Manager und einer Kollegin immer schikaniert wird. Daraufhin droht Ronnie dem Manager ihn zu töten, wenn er sich nochmals über Nell lustig machen würde. Außerdem tröstet Ronnies Kollege Dennis ihn über dessen aktuelle Situation hinweg: Er überredet ihn, verschiedene Sorten Rauschgift zu konsumieren und Jugendliche, die unerlaubt auf dem Gelände des Einkaufszentrums Skateboardfahren, brutal zu verprügeln. Am Ende des Tages gibt Dennis zu, dass er der maskierte Räuber war, der den Schuhladen ausgeräumt hat und beginnt den Schmuck aus einem Safe zu plündern. Ronnie ist entsetzt und will nicht mitmachen, sodass er von Dennis bewusstlos geschlagen wird. Dennis kann somit mit seiner Beute fliehen und sich nach Mexiko absetzen.
Ronnie will nun verdeckt im Einkaufszentrum ermitteln, um so den Exhibitionisten zu stellen. Dabei erwischt er Brandi beim Sex mit seinem „Erzfeind“ Harrison. Nachdem Ronnie Brandi daraufhin zur Rede stellen will und vor Wut einen Schaukasten der Kosmetik-Abteilung zerstört, wird er gefeuert, weigert sich allerdings, das Einkaufszentrum zu verlassen. Nachdem er einige der herbeigerufenen Polizeibeamten niedergeschlagen hat, wird er schließlich von Harrison und den Polizisten gestellt und von diesen verprügelt.
Nach kurzer Zeit im Gefängnis, und nachdem seine äußerlichen Wunden geheilt sind, kehrt Ronnie als Besucher ins Einkaufszentrum zurück, um bei Nell einen Kaffee zu kaufen. Diese küsst ihn unvermittelt, doch bevor Ronnie den Moment genießen kann, steht neben den beiden der Exhibitionist und entblößt sich vor ihnen. Ronnie läuft ihm hinterher und als er in der Kosmetik-Abteilung auf Brandi zustürmt, geht Ronnie dazwischen und schießt ihm in die Brust. Der Chef des Einkaufszentrums stellt ihn daraufhin wieder ein. Ronnie bringt den blutenden Exhibitionisten nun persönlich aufs Polizeirevier und übergibt ihn Harrison mit den Worten „Ich hab gewonnen“ und erklärt zudem, dass er das Polizeiabzeichen nicht brauchen würde.

## Produktion
Die Dreharbeiten begannen im April 2008 und endeten im Juni 2008. Gedreht wurde hauptsächlich in dem größtenteils verlassenen Einkaufszentrum Winrock Mall in Albuquerque.
Die Produktionskosten wurden auf 18 Millionen US-Dollar geschätzt. Der Film spielte in den Kinos weltweit rund 27 Millionen US-Dollar ein, davon 24 Millionen US-Dollar in den USA.

## Soundtrack
| Nr. | Titel                          | Interpret                                |
| --- | ------------------------------ | ---------------------------------------- |
| 1.  | When I Paint my Masterpiece    | The Band                                 |
| 2.  | The Man                        | Patto                                    |
| 3.  | Lightsaber C**ksucking Blues   | Mclusky                                  |
| 4.  | Sittin’ Back Easy              | Patto                                    |
| 5.  | Brain                          | The Action                               |
| 6.  | Over Under Sideways Down       | The Yardbirds                            |
| 7.  | Dwarves Must Die               | The Dwarves                              |
| 8.  | Help Is On Its Way             | Little River Band                        |
| 9.  | Where Is My Mind?              | City Wolf                                |
| 10. | Babyteeth                      | Pyramid                                  |
| 11. | Observe and Report Score Suite | Joseph Stephens                          |
| 12. | Super Freek (Remix)            | Amanda Blank, Nina Cream & Aaron LaCrate |

## Kritiken
„Der Film ist ein zweifelhafter Versuch, die Genrekonventionen der Komödie zu sprengen. Dabei schwingt er sich weder zur Parodie noch zur Satire auf, sondern gefällt sich in rabulistischen Seitenhieben gegen eine konturlose political correctness.“

„Das ist mal zum Brüllen komisch, dann wegen seines tiefschwarzen Humors fast nicht zu ertragen und doch besser als viele Haudraufkomödien der letzten Zeit.“

„Nirgends steht geschrieben, dass ein Film seine Figuren lieben muss. Zahlreiche Meisterwerke tun es nicht, und zu den besten Filmen gehören oft solche, die auch noch ihr Publikum vor den Kopf stoßen. Fällt jemandem eine Komödie dazu ein? Vielleicht eine sogenannte schwarze? Die elende Fragerei ist nötig, weil nun mit "Shopping-Center King" ein Film in die Kinos kommt, der mit allen Regeln bricht. […] Regisseur Hill vergleicht seinen Film allen Ernstes mit "Taxi Driver", Martin Scorseses Post-Vietnam-Drama um den amoklaufenden Taxifahrer Travis Bickle. Keine Sekunde sollte man darüber nachdenken. Ja, der Film gleicht dem Versuch, aus Abu Ghraib eine Komödie zu machen. Er hat keine Moral, nicht einmal eine bequeme. Auf keinen Fall aber taugt er als Blick ins Herz der amerikanischen Finsternis.“

„Als Zuschauer wird man zunehmend unsicher, wie man zu dem Antihelden stehen soll. Man schwankt zwischen Sympathie und Abscheu. Irgendwann scheinen auch im Film die Grenzen von Wahn und Wirklichkeit zu verwischen. […] Die anfangs billigen Gags weichen einem hintergründigen, finsteren Humor, der Film entwickelt sich zu einer faszinierenden Mischung aus Klamauk und Farce. Für alle, die eine leichte Komödie erwartet haben (was angesichts des irreführenden Trailers kein Wunder wäre), könnte das ein anstrengender, vielleicht sogar ärgerlicher Kinoabend werden. Doch eine Chance verdient dieses merkwürdige Experiment allemal.“